# Stiehr et Mockers
 (septembre 2015).
Si vous disposez d'ouvrages ou d'articles de référence ou si vous connaissez des sites web de qualité traitant du thème abordé ici, merci de compléter l'article en donnant les références utiles à sa vérifiabilité et en les liant à la section « Notes et références ».
Les Stiehr et les Mockers sont une dynastie de facteurs d'orgue en Alsace durant tout le dix-neuvième siècle et au début du vingtième siècle (jusqu'en 1926).
En 1807, Michel Stiehr et François-Xavier Mockers s'allièrent par le mariage du second avec la fille du premier.
En 1860, la maison se scinda en deux :
- Stiehr-Mockers, avec Joseph Stiehr, son fils Léon et les Mockers, qui perdura pendant trente ans ;
- Stiehr Frères, avec Ferdinand Stiehr et son fils Théodore et Xavier Stiehr et son fils Auguste, qui dura jusqu'en 1926 au décès de Louis Mockers.

Bien que séparées, ces entreprises n'ont jamais été "concurrentes", et les relations restèrent toujours très bonnes, allant même jusqu'à l'échange de travaux pour équilibrer les charges.

## Liste des membres de la dynastie[1]
- Michel Stiehr (1750-1829), né à Kurnach (ou peut-être à Würzburg)
- François-Xavier Mockers (1780-1861), né à Soufflenheim, formation de menuisier. Il eut 9 enfants.
- Marie-Julienne Stiehr (1788-1852), la fille aînée de Michel Stiehr, qui a épousé en 1807 François-Xavier Mockers
- Joseph Stiehr (1792-1867), 3e enfant de Michel Stiehr qu'il eut avec Elisabeth Lang
- Ferdinand Stiehr (1803-1872), 3e enfant de Michel Stiehr qu'il eut avec Juliana von Hatten
- Xavier Stiehr (1806-1873), 4e enfant de Michel Stiehr qu'il eut avec Juliana von Hatten
- François-Joseph Mockers (1815-1833), fils de François-Xavier Mockers, facteur d'orgues mais meurt à 18 ans
- Félix Mockers (1818-1881), fils de François-Xavier Mockers
- Charles-Louis Mockers (1829-1870), fils de François-Xavier Mockers, organiste de la cathédrale d'Annecy
- Auguste Stiehr (1837-1887), fils de Xavier Stiehr
- Léon Stiehr (1840-1891), fils de Joseph Stiehr
- Théodore Stiehr (1848-1925), fils de Ferdinand Stiehr
- Joseph Mockers, qui ne travailla pas à son nom
- Louis Mockers (1859-1926)